# سرموایه
سرموایه (به فرانسوی: Sermoyer) یک کمون در فرانسه است که در canton of Pont-de-Vaux واقع شده‌است.

## خصوصیات
سرموایه ۱۶٫۷ کیلومترمربع مساحت و ۶۶۴ نفر جمعیت دارد و ۲۰۰ متر بالاتر از سطح دریا واقع شده‌است.